# 津島市文化会館
津島市文化会館（つしましぶんかかいかん）は、愛知県津島市藤浪町にある文化施設である。大ホール、小ホールの客席は移動収納式で、コンサートや演劇の他に体育館としても利用できる。小ホールの舞台は床の高さまで下げることが可能である。

## 施設概要

### 大ホール
- 客席：1,217席[1]
- 舞台（間口25m、奥行15m）[1]
- 楽屋[3]
  - 楽屋1
  - 楽屋2
  - 楽屋3

### 小ホール
- 客席：240席[2]
- 舞台（間口15m、奥行5m）[2]
- 楽屋4

### その他
- 練習室（定員20名）[3]
- 研修室（定員39名）[3]
- 和室[3]
  - 和室1
  - 和室2

- 会議室[3]
- 視聴覚室[3]
  - 視聴覚室1
  - 視聴覚室2

- レストラン[3]

## 利用案内

### 開館時間[4]
- 9:00〜21:30

### 休館日[4]
- 年末年始（12月29日〜翌年1月3日）

## 周辺
- 津島郵便局
- ヨシヅヤ津島北テラス

## 交通アクセス

### 公共交通機関
- 名鉄津島線・尾西線「津島駅」下車徒歩で約10分[5]。

### 自動車
- 東名阪自動車道「弥富IC」より国道155号北上15分[5]。
- 名古屋第二環状自動車道「甚目寺南IC」より愛知県道79号あま愛西線より西へ20分[5]。
- 駐車場238台（地上182台、地下56台）[5]。